# Arenochroa
Arenochroa és un gènere d'arnes de la família Crambidae. Conté només una espècie, Arenochroa flavalis, que es troba a Mèxic i als Estats Units d'Amèrica, on ha estat registrada a Arizona, Nevada i Califòrnia.